# Hipposideros
Hipposideros es un género de murciélagos microquirópteros de la familia Hipposideridae conocidos vulgarmente como murciélagos de nariz de hoja, por su ornamento nasal.

## Especies
Se han descrito las siguientes especies:
- Hipposideros abae Allen, 1917.
- Hipposideros armiger (Hodgson, 1835).
- Hipposideros ater Templeton, 1848.
- Hipposideros beatus Andersen, 1906.
- Hipposideros bicolor (Temminck, 1834).
- Hipposideros boeadii Bates, Rossiter, Suyanto & Kingston, 2007.[2]
- Hipposideros breviceps Tate, 1941.
- Hipposideros caffer (Sundevall, 1846).
- Hipposideros calcaratus (Dobson, 1877).
- Hipposideros camerunensis Eisentraut, 1956.
- Hipposideros cervinus (Gould, 1863).
- Hipposideros cineraceus Blyth, 1853.
- Hipposideros commersoni (Geoffroy, 1813).
- Hipposideros coronatus (Peters, 1871).
- Hipposideros corynophyllus Hill, 1985.
- Hipposideros coxi Shelford, 1901.
- Hipposideros crumeniferus (Lesueur & Petit, 1807).
- Hipposideros curtus Allen, 1921.
- Hipposideros cyclops (Temminck, 1853).
- Hipposideros diadema (Geoffroy, 1813).
- Hipposideros dinops Andersen, 1905.
- Hipposideros doriae (Peters, 1871).
- Hipposideros dyacorum Thomas, 1902.
- Hipposideros einnaythu Douangboubpha, Bumrungsri, Satasook, Soisook, Bu, Aul, Harrison, Pearch, Thomas & Bates, 2011.[3]
- Hipposideros fuliginosus (Temminck, 1853).
- Hipposideros fulvus Gray, 1838.
- Hipposideros galeritus Cantor, 1846.
- Hipposideros griffini Thong, Puechmaille, Denzinger, Dietz, Csorba, Bates, Teeling & Schnitzler, 2012[4]
- Hipposideros halophyllus Hill & Yenbutra, 1984.
- Hipposideros inexpectatus Laurie & Hill, 1954.
- Hipposideros jonesi Hayman, 1947.
- Hipposideros kingstonae Wongwaiyut, Karapan, Saekong, Francis, Guillén-Servent, Senawi, Khan, Bates, Jantarit & Soisook, 2023.
- Hipposideros lamottei Brosset, 1984.
- Hipposideros lankadiva Kelaart, 1850.
- Hipposideros larvatus (Horsfield, 1823).
- Hipposideros lekaguli Thonglongya & Hill, 1974.
- Hipposideros lylei Thomas, 1913.
- Hipposideros macrobullatus Tate, 1941.
- Hipposideros maggietaylorae Smith & Hill, 1981.
- Hipposideros marisae Aellen, 1954.
- Hipposideros megalotis (Heuglin, 1862).
- Hipposideros muscinus (Thomas & Doria, 1886).
- Hipposideros nequam Andersen, 1918.
- Hipposideros nicobarulae Miller, 1902.[3]
- Hipposideros obscurus (Peters, 1861).
- Hipposideros papua (Thomas & Doria, 1886).
- Hipposideros pelingensis Shamel, 1940.
- Hipposideros pomona Andersen, 1918.
- Hipposideros pratti Thomas, 1891.
- Hipposideros pygmaeus (Waterhouse, 1843).
- Hipposideros ridleyi Robinson & Kloss, 1911.
- Hipposideros ruber (Noack, 1893).
- Hipposideros sabanus Thomas, 1898.
- Hipposideros schistaceus Andersen, 1918.
- Hipposideros scutinares Robinson, Jenkins, Francis & Fulford, 2003.
- Hipposideros semoni Matschie, 1903.
- Hipposideros speoris (Schneider, 1800).
- Hipposideros stenotis Thomas, 1913.
- Hipposideros turpis Bangs, 1901.
- Hipposideros wollastoni Thomas, 1913.